# Молодіжна збірна Норвегії з футболу
Молодіжна збірна Норвегії з футболу представляє Норвегію на міжнародних молодіжних турнірах з футболу. До збірної запрошуються гравці, у віці 21 року та молодше. Тричі (починаючи з 1978 року) виступала в фінальних частинах молодіжного чемпіонату Європи, а в 1998 році добилася найкращого результату, зайнявши 3-є місце і обігравши в тому матчі за «бронзу» нідерландців.

## Виступи начемпіонатах Європидо 21 року
- 1978 — не пройшла кваліфікацію
- 1980 — не пройшла кваліфікацію
- 1982 — не пройшла кваліфікацію
- 1984 — не пройшла кваліфікацію
- 1986 — не пройшла кваліфікацію
- 1988 — не пройшла кваліфікацію
- 1990 — не пройшла кваліфікацію
- 1992 — не пройшла кваліфікацію
- 1994 — не пройшла кваліфікацію
- 1996 — не пройшла кваліфікацію
- 1998 — 3-є місце
- 2000 — не пройшла кваліфікацію
- 2002 — не пройшла кваліфікацію
- 2004 — не пройшла кваліфікацію
- 2006 — не пройшла кваліфікацію
- 2007 — не пройшла кваліфікацію
- 2009 — не пройшла кваліфікацію
- 2011 — не пройшла кваліфікацію
- 2013 — Півфінал
- 2015 — не пройшла кваліфікацію
- 2017 — Не пройшла кваліфікацію плей-оф
- 2019 — не пройшла кваліфікацію
- 2021 — не пройшла кваліфікацію
- 2023 — груповий етап

## Досягнення
- Молодіжний чемпіонат Європи:
  -  3-є місце (1): 1998